# Tir aux Jeux olympiques d'été de 2016 - Pistolet à 50 m hommes
Navigation
Londres 2012
L'épreuve du tir au pistolet à 50 mètres des Jeux olympiques d'été de 2016 se déroule au Centre national de tir de Rio de Janeiro le 14 août 2016.

## Format
L'épreuve se compose d'une phase de qualification et d'une finale. Lors des qualifications, chaque tireur effectue six séries de dix tirs, pour une note maximale de 600. Les huit meilleurs scores passent en finale. Durant cette finale, les huit qualifiés tirent huit premiers coups. Le tireur ayant réalisé le moins bon score est éliminé. Tous les deux tirs suivants, le moins bon score total est éliminé. Les deux derniers encore en lice disputent seuls les 19e et 20e tir. le meilleur score des deux est champion olympique.

## Qualifications
| Rang | Athlète             | Pays            | Séries | Séries | Séries | Séries | Séries | Séries | Total | X  | Notes |
| Rang | Athlète             | Pays            | 1      | 2      | 3      | 4      | 5      | 6      | Total | X  | Notes |
| ---- | ------------------- | --------------- | ------ | ------ | ------ | ------ | ------ | ------ | ----- | -- | ----- |
| 1    | Jin Jong-oh         | Corée du Sud    | 95     | 95     | 91     | 95     | 94     | 97     | 567   | 12 | Q     |
| 2    | Pang Wei            | Chine           | 97     | 91     | 95     | 94     | 95     | 93     | 565   | 11 | Q     |
| 3    | Han Seung-woo       | Corée du Sud    | 93     | 95     | 97     | 95     | 90     | 92     | 562   | 8  | Q     |
| 4    | Vladimir Gontcharov | Russie          | 86     | 92     | 96     | 96     | 96     | 91     | 557   | 13 | Q     |
| 5    | Kim Song-guk        | Corée du Nord   | 91     | 92     | 94     | 92     | 94     | 94     | 557   | 8  | Q     |
| 6    | Hoàng Xuân Vinh     | Viêt Nam        | 90     | 93     | 91     | 92     | 96     | 94     | 556   | 11 | Q     |
| 7    | Pavol Kopp          | Slovaquie       | 92     | 93     | 94     | 91     | 93     | 93     | 556   | 8  | Q     |
| 8    | Wang Zhiwei         | Chine           | 94     | 95     | 91     | 95     | 88     | 93     | 556   | 5  | Q     |
| 9    | Pablo Carrera       | Espagne         | 88     | 96     | 90     | 93     | 92     | 96     | 555   | 12 |       |
| 10   | Will Brown          | États-Unis      | 92     | 89     | 94     | 91     | 94     | 95     | 555   | 6  |       |
| 11   | João Costa          | Portugal        | 93     | 91     | 94     | 91     | 96     | 89     | 554   | 11 |       |
| 12   | Jitu Rai            | Inde            | 92     | 95     | 90     | 94     | 95     | 88     | 554   | 9  |       |
| 13   | Rashid Yunusmetov   | Kazakhstan      | 92     | 94     | 91     | 93     | 91     | 92     | 553   | 8  |       |
| 14   | Jay Shi             | États-Unis      | 92     | 91     | 89     | 95     | 94     | 92     | 553   | 7  |       |
| 15   | Tsotne Machavariani | Géorgie         | 92     | 91     | 95     | 91     | 93     | 90     | 552   | 11 |       |
| 16   | Dimitrije Grgić     | Serbie          | 91     | 94     | 93     | 90     | 93     | 91     | 552   | 8  |       |
| 17   | Ye Tun Naung        | Myanmar         | 90     | 94     | 90     | 91     | 94     | 93     | 552   | 4  |       |
| 18   | Damir Mikec         | Serbie          | 89     | 90     | 93     | 91     | 94     | 94     | 551   | 7  |       |
| 19   | Tomoyuki Matsuda    | Japon           | 93     | 91     | 92     | 89     | 94     | 91     | 550   | 12 |       |
| 20   | Atallah al-Anazi    | Arabie saoudite | 92     | 86     | 92     | 92     | 96     | 91     | 550   | 11 |       |
| 21   | Oleh Omelchuk       | Ukraine         | 92     | 93     | 88     | 95     | 90     | 92     | 550   | 10 |       |
| 22   | Yusuf Dikeç         | Turquie         | 90     | 92     | 94     | 91     | 94     | 89     | 550   | 10 |       |
| 23   | Denis Koulakov      | Russie          | 92     | 92     | 90     | 93     | 87     | 94     | 548   | 9  |       |
| 24   | Kim Jong-su         | Corée du Nord   | 89     | 89     | 91     | 94     | 93     | 92     | 548   | 8  |       |
| 25   | Prakash Nanjappa    | Inde            | 85     | 90     | 91     | 93     | 95     | 93     | 547   | 10 |       |
| 26   | Giuseppe Giordano   | Italie          | 93     | 89     | 91     | 91     | 90     | 93     | 547   | 4  |       |
| 27   | Jorge Grau          | Cuba            | 89     | 90     | 92     | 95     | 89     | 91     | 546   | 6  |       |
| 28   | Daniel Repacholi    | Australie       | 90     | 91     | 92     | 94     | 89     | 89     | 545   | 10 |       |
| 29   | İsmail Keleş        | Turquie         | 89     | 90     | 90     | 93     | 90     | 92     | 544   | 5  |       |
| 30   | Júlio Almeida       | Brésil          | 88     | 90     | 91     | 90     | 90     | 93     | 542   | 7  |       |
| 31   | Trần Quốc Cường     | Viêt Nam        | 92     | 86     | 92     | 86     | 94     | 92     | 542   | 6  |       |
| 32   | Samuil Donkov       | Bulgarie        | 91     | 89     | 91     | 86     | 88     | 96     | 541   | 6  |       |
| 33   | Juraj Tužinský      | Slovaquie       | 87     | 86     | 95     | 93     | 91     | 89     | 541   | 5  |       |
| 34   | Miklós Tátrai       | Hongrie         | 89     | 92     | 92     | 91     | 90     | 85     | 539   | 4  |       |
| 35   | Marko Carillo       | Pérou           | 91     | 94     | 93     | 79     | 90     | 89     | 536   | 6  |       |
| 36   | Vladimir Issachenko | Kazakhstan      | 88     | 87     | 92     | 88     | 93     | 88     | 536   | 4  |       |
| 37   | Johnathan Wong      | Malaisie        | 90     | 89     | 97     | 86     | 87     | 92     | 535   | 4  |       |
| 38   | Samy Abdel Razek    | Égypte          | 82     | 94     | 90     | 87     | 90     | 91     | 534   | 6  |       |
| 39   | Felipe Almeida Wu   | Brésil          | 92     | 88     | 87     | 88     | 89     | 89     | 533   | 3  |       |
| 40   | David Muñoz         | Panama          | 86     | 91     | 86     | 91     | 88     | 86     | 528   | 9  |       |
| 41   | Rudolf Krijnenbourg | Bolivie         | 89     | 89     | 85     | 84     | 87     | 88     | 522   | 4  |       |

## Finale
| Rang                                | Athlète                   | Tirs | Tirs | Tirs | Tirs | Tirs | Tirs | Tirs | Tirs | Tirs    | Tirs    | Tirs    | Tirs    | Tirs    | Tirs    | Tirs    | Tirs    | Tirs    | Tirs    | Tirs    | Tirs    | Total | Notes |
| Rang                                | Athlète                   | 1    | 2    | 3    | 4    | 5    | 6    | 7    | 8    | 9       | 10      | 11      | 12      | 13      | 14      | 15      | 16      | 17      | 18      | 19      | 20      | Total | Notes |
| ----------------------------------- | ------------------------- | ---- | ---- | ---- | ---- | ---- | ---- | ---- | ---- | ------- | ------- | ------- | ------- | ------- | ------- | ------- | ------- | ------- | ------- | ------- | ------- | ----- | ----- |
| Médaille d'or, Jeux olympiques      | Jin Jong-oh (KOR)         | 9,1  | 8,9  | 10,0 | 9,6  | 9,7  | 10,1 | 10,0 | 8,5  | 6,6     | 9,6     | 10,4    | 10,3    | 9,8     | 10,7    | 10,5    | 10,0    | 10,4    | 10,2    | 10,0    | 9,3     | 193,7 | OR    |
| Médaille d'argent, Jeux olympiques  | Hoàng Xuân Vinh (VIE)     | 10,4 | 9,0  | 9,3  | 8,9  | 10,6 | 9,7  | 9,4  | 10,2 | 9,9     | 9,5     | 10,5    | 9,9     | 9,8     | 9,7     | 10,0    | 9,3     | 9,4     | 9,1     | 8,5     | 8,2     | 191,3 |       |
| Médaille de bronze, Jeux olympiques | Kim Song-guk (PRK)        | 9,7  | 10,2 | 9,9  | 9,3  | 10,9 | 10,3 | 8,7  | 9,4  | 9,3     | 8,9     | 10,6    | 10,0    | 9,7     | 8,4     | 9,0     | 9,5     | 9,2     | 9,8     | Éliminé | Éliminé | 172,8 |       |
| 4                                   | Han Seung-woo (KOR)       | 9,4  | 8,4  | 10,0 | 8,1  | 9,9  | 10,1 | 8,7  | 10,3 | 10,5    | 9,0     | 9,8     | 7,9     | 10,4    | 8,1     | 10,2    | 10,2    | Éliminé | Éliminé | Éliminé | Éliminé | 151,0 |       |
| 5                                   | Wang Zhiwei (CHN)         | 10,1 | 10,0 | 9,2  | 9,1  | 9,6  | 10,1 | 10,3 | 8,1  | 8,8     | 10,0    | 7,2     | 8,7     | 9,7     | 8,5     | Éliminé | Éliminé | Éliminé | Éliminé | Éliminé | Éliminé | 129,4 |       |
| 6                                   | Vladimir Gontcharov (RUS) | 8,1  | 10,3 | 8,1  | 8,4  | 9,8  | 10,2 | 10,3 | 9,3  | 10,0    | 9,5     | 7,8     | 9,2     | Éliminé | Éliminé | Éliminé | Éliminé | Éliminé | Éliminé | Éliminé | Éliminé | 111,0 |       |
| 7                                   | Pavol Kopp (SVK)          | 7,6  | 10,0 | 9,4  | 10,3 | 10,5 | 8,4  | 9,8  | 10,3 | 8,0     | 7,1     | Éliminé | Éliminé | Éliminé | Éliminé | Éliminé | Éliminé | Éliminé | Éliminé | Éliminé | Éliminé | 91,4  |       |
| 8                                   | Pang Wei (CHN)            | 7,3  | 9,7  | 10,4 | 8,6  | 8,0  | 8,3  | 7,2  | 7,7  | Éliminé | Éliminé | Éliminé | Éliminé | Éliminé | Éliminé | Éliminé | Éliminé | Éliminé | Éliminé | Éliminé | Éliminé | 67,2  |       |